# Austin Davis

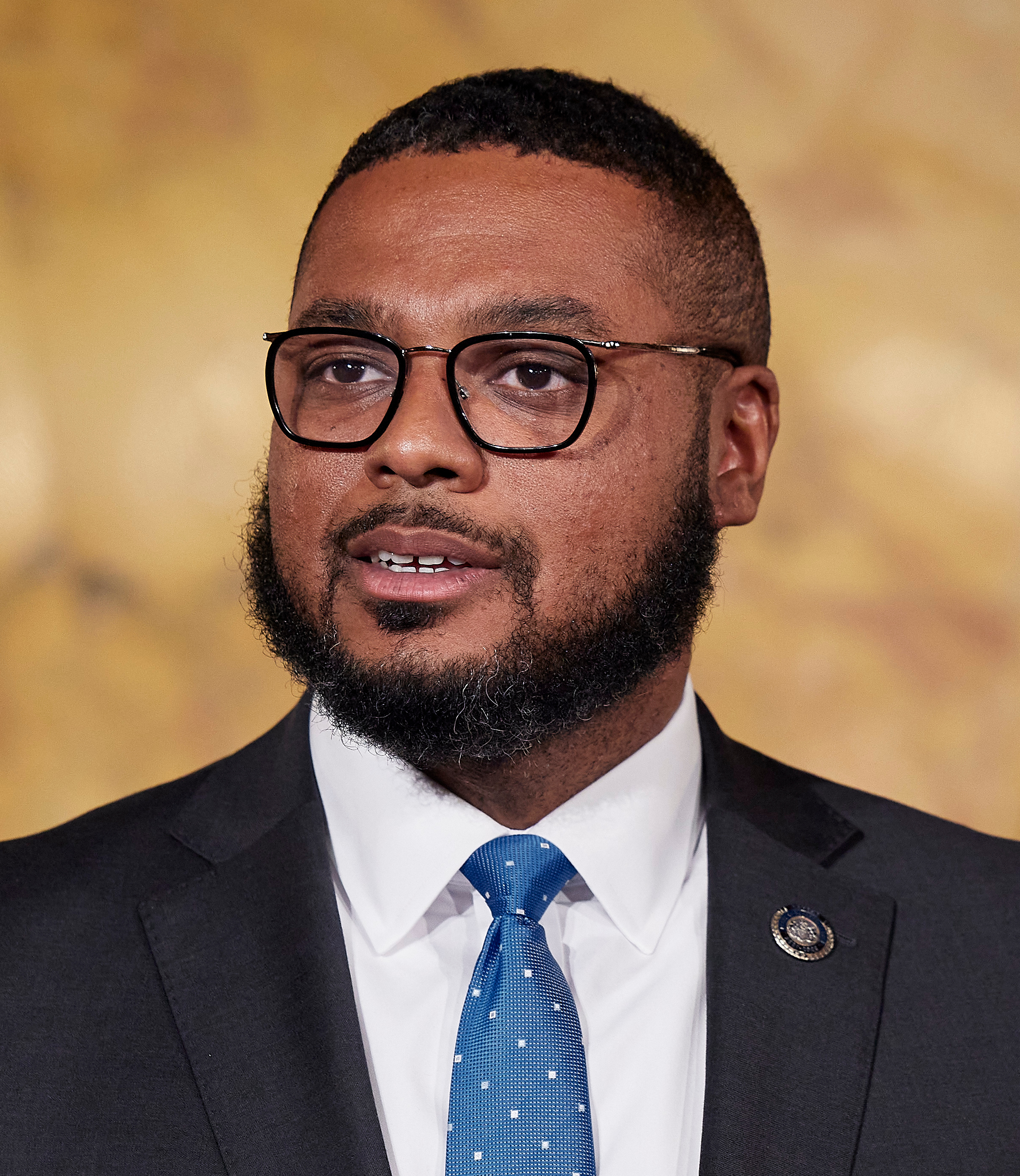
Austin Davis

Austin Davis (* 4. Oktober 1989 in Allegheny County, Pennsylvania) ist ein US-amerikanischer Politiker der Demokratischen Partei und seit Januar 2023 35. Vizegouverneur des Bundesstaats Pennsylvania unter dem Gouverneur von Pennsylvania Josh Shapiro. Zuvor war er von 2018 bis 2022 Mitglied des Repräsentantenhauses von Pennsylvania.

## Leben
Davis wurde am 4. Oktober 1989 als Sohn einer Friseurin geboren. Schon als Schüler der McKeesport Area High School wurde er im von ihm gegründeten lokalen Jugendrat politisch aktiv. Während seines Studiums an der University of Pittsburgh, das er 2012 mit einem Bachelor of Arts in Politikwissenschaften abschloss, arbeitete als Praktikant im Repräsentantenhaus von Pennsylvania. Im Folgenden assistierte er dem County Executive von Allegheny County Rich Fitzgerald. Von 2019 bis 2022 war er Teil des Board of Directors der Port Authority von Allegheny County und seit 2020 des Board of Trustees der Point Park University.
Er ist mit Blayre Holmes Davis verheiratet.

## Politische Laufbahn
Am 23. Januar 2018 kandidierte er in einer Sonderwahl für den Posten des Vertreters des 35. Wahlkreises von Pennsylvania im Repräsentantenhaus des Bundesstaates, gewann gegen den Republikaner Fawn Walker Montgomery und wurde am 5. Februar 2018 vereidigt. Sein Vorgänger, der Demokrat Marc Gergely, war nach einem Skandal um seine Beteiligung in illegalen Glücksspielen zurückgetreten. In den regelmäßigen Wahlen 2018 und 2020 gab es weder in der Vorwahl der Demokratischen Partei noch in der Hauptwahl Gegenkandidaten, hingegen schlug er 2022 den Republikaner Donald Nevills mit 66,2 % der Stimmen. Er war Mitglied der House Appropriations Committee, Consumer Affairs Committee, Insurance Committee, und Transportation Committee sowie der Pennsylvania Legislative Black Caucus, Climate Caucus, und PA SAFE Caucus. Von 2019 bis 2020 war er Deputy Whip.
2022 stellte sich Davis auch für den Posten des Lieutenant Governors zur Wahl, den bisher John Fetterman besetzte. Dieser trat stattdessen in der Senatswahl in Pennsylvania an und gewann gegen den Republikaner Mehmet Oz, womit er die demokratische Mehrheit im Senat sicherte. Nachdem Davis sich mit 63 % in der demokratischen Wahl durchgesetzt hatte, konnte er die Republikanerin Carrie DelRosso mit 56,1 % der Stimmen besiegen. Er übernahm das Amt zusammen mit dem neuen Gouverneur Josh Shapiro am 17. Januar 2023, nachdem er am 7. Dezember 2022 aus dem Repräsentantenhaus zurücktrat.  Seine Amtszeit endet am 19. Januar 2027.